# Kangaatsiaq Kommune
Kangaatsiaq Kommune var en kommune i Vestgrønland. Kommunen fik navn efter dens hovedby Kangaatsiaq. Kommunen blev d. 1. januar 2009 en del af Qaasuitsup kommune. Kommunegrænserne gælder stadig som grænser for Kangaatsiaq Præstegæld.

## Byer og bygder i Kangaatsiaq Kommune
- Kangaatsiaq
- Attu
- Iginniarfik
- Ikerasaarsuk
- Niaqornaarsuk

68°N 50°V / 68°N 50°V